# You Can't Do That on Stage Anymore, Vol. 1
You Can't Do That on Stage Anymore, Vol. 1 je dvoj album živých skladeb Franka Zappy. Album bylo vydané v roce 1988, pod značkou Rykodisc.

## Seznam skladeb
Všechny skladby napsal Frank Zappa, pokud není uvedeno jinak.

### Disk 1
1. "The Florida Airport Tape" (Kaylan, Volman, Zappa) – 1:03
2. "Once Upon a Time" – 4:37
3. "Sofa #1" – 2:53
4. "The Mammy Anthem" – 5:41
5. "You Didn't Try to Call Me" – 3:39
6. "Diseases of the Band" – 2:22
7. "Tryin' to Grow a Chin" – 3:44
8. "Let's Make the Water Turn Black/Harry, You're a Beast/The Orange County Lumber Truck" – 3:27
9. "The Groupie Routine" – 5:41
10. "Ruthie-Ruthie" (Berry, Brock) – 2:57
11. "Babbette" – 3:35
12. "I'm the Slime" – 3:13
13. "Big Swifty" – 8:46
14. "Don't Eat the Yellow Snow Suite" – 20:16

### Disk 2
1. "Plastic People" (Berry, Zappa) – 4:38
2. "The Torture Never Stops" – 15:48
3. "Fine Girl" – 2:55
4. "Zomby Woof" – 5:39
5. "Sweet Leilani" (Owens) – 2:39
6. "Oh No" – 4:34
7. "Be in My Video" – 3:29
8. "The Deathless Horsie" – 5:29
9. "The Dangerous Kitchen" – 1:49
10. "Dumb All Over" – 4:20
11. "Heavenly Bank Account" – 4:05
12. "Suicide Chump" – 4:55
13. "Tell Me You Love Me" – 2:09
14. "Sofa #2" – 3:00

## Sestava
- Frank Zappa – inženýr, klávesy, zpěv, producent, kytara
- Mark Volman – zpěv
- Howard Kaylan – zpěv
- Chad Wackerman – zpěv
- Ray Collins – kytara, zpěv
- Ike Willis – kytara, zpěv
- Lowell George – kytara, zpěv
- Ray White – kytara, zpěv
- Adrian Belew – kytara, zpěv
- Warren Cuccurullo – kytara, varhany
- Ian Underwood – kytara, klávesy
- Steve Vai – kytara
- Dweezil Zappa – kytara
- Denny Walley – slide kytara, zpěv
- Jim Sherwood – kytara, zpěv
- Scott Thunes – baskytara, syntezátor, zpěv
- Jim Pons – baskytara, zpěv
- Roy Estrada – baskytara, zpěv
- Jeff Simmons – baskytara
- Tom Fowler – baskytara
- Patrick O'Hearn – baskytara
- Arthur Barrow – klávesy, baskytara
- Peter Wolf – klávesy
- Allan Zavod – klávesy
- Don Preston – klávesy
- Ruth Underwood – klávesy, perkuse
- Bobby Martin – klávesy, zpěv, saxofon
- Tommy Mars – klávesy, zpěv
- George Duke – klávesy, zpěv
- Motorhead Sherwood – bariton saxofon
- Napoleon Murphy Brock – saxofon, zpěv
- Bunk Gardner – tenor saxofon, trubka
- Bruce Fowler – pozoun
- Vinnie Colaiuta – bicí
- Ralph Humphrey – bicí
- Art Tripp – bicí
- David Logerman – bicí
- Aynsley Dunbar – bicí
- Terry Bozzio – bicí
- Chester Thompson – bicí
- Jimmy Carl Black – bicí , perkuse
- Ed Mann – perkuse